# Émile de Bonnechose
François Paul Émile Boisnormand de Bonnechose (1801-1875) fue un literato e historiador de Holanda.
Antes de entrar en los pormenores del reinado de Carlos X de Francia, es indispensable dar al lector una idea de los antecedentes, y de la linea política que siguió con perseverancia desde 1789, pues según el historiador moderno Emilio de Bonnechose adicto a las ideas nuevas, se había manifestado uno de aquellos pocos hombres cuya conducta política no ofrece variación alguna (cita sacada de la obra de A. Saint-Prosper <<Historia de Francia>>, Barcelona, Brusi, 1841) 

## Biografía
Bonnechose nació en Leyerdop, Holanda, el 18 de agosto de 1801 y falleció el 15 de febrero de 1875, y era hermano del arzobispo de Ruan  Henri Bonnechose (1800-1883) quien publicó la obra de Louis Bautain (1796-1867) <<Philosophie du christianisme:...>>, París, 1835, 2 vols.
Bonnechose abrazó la carrera de las armas, pero después de la Revolución de 1830, se dio de baja en el servicio para ocuparse de sus trabajos literarios e históricos, y los éxitos respondieron a sus esfuerzos: una de sus tragedias Rosemonde, le dieron notoriedad en el Théâtre Français, uno de sus poemas Mort de Bailly coronado por la Academia Francesa, su historia de Francia fue catalogada como obra clásica, y su geografía fue recomendada por Louis Dussieux (1815-1894) autor este de una obra sobre los generales de Luis XIV de Francia y la biografía del cardenal Richelieu, una historia de Inglaterra también entronizada por la Academia, y además una traducción de las epístolas de Jan Hus, la vida de Bertrand du Guesclin, etc.
Emile de Bonnechose era bibliotecario del rey de Francia, Luis Felipe I de Francia en el palacio de Meudon y Saint-Cloud, conservado de la biblioteca del palacio de Versalles y del Gran Trianón y oficial del Cuerpo Real del Estado Mayor.

## Obras
- France, Philadelphia, 1906.
- Mort de Bailly, 1833.
- Bertrand du Guesclin,..., Cambridge, 1896.
- History of France, London, 1878.
- Geographie historique et politique de France, París, 1876.
- Lazare Hoche,.., 1872
- La crise actuelle dans l'Eglise reformee de France,..., París, 1868.
- Histoire de France, París, 1864.
- Histoire d'Angleterre, París, 1859-62, 4 vols.
- Johann Huss.., Leipzig, 1848.
- Lettres de Jean Huss, París, 1846.
- The reformers before the reformation, Edinburgh, 1844, 2 vols.
- Histoire sacree, París, 1839.
- Rosemonde, tragedie en cinq actes, París, 1826.
- L'Egiptienne (música de Zimmerman).